# Balkansperwer
De Balkansperwer (Tachyspiza brevipes) is een roofvogel uit de familie van de havikachtigen (Accipitridae).

## Kenmerken
Het vrouwtje heeft een grijsbruin verenkleed. De lichaamslengte van het mannetje is ongeveer 35 cm, het vrouwtje is iets groter.

## Leefwijze
Deze roofvogel jaagt bij voorkeur langs bosranden op kleine zangvogels.

## Voortplanting
Het legsel bestaat uit drie tot zes eieren.

## Verspreiding
De balkansperwer leeft in bossen van de Balkan tot westelijk Kazakstan. Het is een trekvogel die overwintert in het oosten van Centraal-Afrika.

## Status
De grootte van de populatie is in 2019 geschat op 10-20 duizend volwassen vogels. Op de Rode lijst van de IUCN heeft deze soort de status niet bedreigd.